# Metatemnus unistriatus
Espèce
Synonymes
- Anatemnus unistriatus Redikorzev, 1938

Metatemnus unistriatus est une espèce de pseudoscorpions de la famille des Atemnidae.

## Distribution
Cette espèce est endémique du Viêt Nam.

## Publication originale
- Redikorzev, 1938 : Les pseudoscorpions de l'Indochine française recueillis par M.C. Dawydoff. Mémoires du Muséum National d'Histoire Naturelle, Paris, vol. 10, p. 69-116.